# Salonsaari (ö i Birkaland, Övre Birkaland, lat 61,91, long 23,94)
Salonsaari är en ö i Finland. Den ligger i sjön Palovesi och Jäminginselkä och i kommunen Ruovesi i den ekonomiska regionen  Övre Birkalands ekonomiska region  och landskapet Birkaland, i den södra delen av landet, 200 km norr om huvudstaden Helsingfors. Öns area är 27,5 hektar och dess största längd är 1 kilometer i nord-sydlig riktning.